# 北野誠 (作曲家)
北野 誠（きたの まこと）は、 日本のシンガーソングライター・作曲家。埼玉県入間市在住。

## 来歴
中学生の時にビートルズに影響を受け音楽活動をスタート。楽曲提供/CMソング/プロレスの入場テーマなどの制作を行っていたが、2007年に歌手活動の休止を発表した。その後は長らく音楽活動から離れていたが、ラジオから流れてきたニール・ヤング「Heart of Gold」の歌詞に影響を受け活動を再スタート。2023年7月、奈良少年刑務所の受刑者達が綴った詩に曲を付けたアルバム『「ぼく~奈良少年刑務所詩集より～」』を発表した。

## 主な提供曲
- 井上昌己
  - 「ラ・ブートニア」（作詞：星野今日子）
- ELIKA
  - 「雨上がりのSPECIAL DAY」（作詞：島影江里香）
  - 「あなただけFOREVER」（作詞：島影江里香）
  - 「SEDUCE ME」（作詞：島影江里香）
  - 「HAPPY LUCKY LONELY」（作詞：島影江里香）
  - 「LOVE IS STILL NO COLOR」（作詞：島影江里香）
- 葛城ユキ
  - 「CHILDREN'S HEART」（作詞：三浦徳子）
- CANDEE
  - 「WATER FRONT EXPRESS」（作詞：三浦徳子）[6]
- 杉本理恵
  - 「愛してくれますか」（作詞：松井五郎）
  - 「兄貴の恋人」（作詞：松井五郎）
  - 「雨が痛い…どうして」（作詞：松井五郎）
  - 「森が呼んでいる」（作詞：松井五郎）
  - 「月の兎はKISSがお好き」（作詞：松井五郎）
  - 「遅刻まぎわの恋」（作詞：松井五郎）
  - 「微笑みの鍵」（作詞：松井五郎）
  - 「魔法じかけのHEART」（作詞：松井五郎）
- 永井真理子
  - 「市場へ行こう」（作詞：浅田有理）
  - 「Keep On Running」（作詞：陣内大蔵）
  - 「キャッチ・ボール」（作詞：亜伊林）
  - 「Say Hello」（作詞：浅田有理）
  - 「ハートをWASH!」（作詞：浅田有理）[7]
  - 「やさしくなりたい」（作詞：亜伊林）[8]
  - 「プリティ・ロックンロール」（作詞：亜伊林）[9]
- 日原麻貴
  - 「涙をあげる」（作詞：松井五郎）
- 炎達
  - 「裏切りの…夏」（作詞：工藤哲雄）
  - 「朱に交われば黒くなる唄」（作詞：的場浩司）
  - 「朱に交われば黒くなる唄ばーじょん2」（作詞：的場浩司）
  - 「伝説の男の唄」（作詞：的場浩司）
- HOT SOX
  - 「JUST YOU」（作詞：FUMIKO）
  - 「ROPPONGI KIDS」（作詞：FUMIKO）
- 水島裕
  - 「カンフーファイティング」（作詞：森雪之丞）[10]
- YORIKO
  - 「ありがとう」（作詞：原真弓）
- 渡辺美奈代
  - 「オフロでGO!」（作詞：佐伯里絵 補詩：三浦徳子）
  - 「ごめんね…」（作詞：佐伯里絵）

### その他の楽曲
- 「山本広吉のテーマ RED HURRICANE」（演奏：炎達）
- 「西村修のテーマ FLYING HIGH AGAIN」（演奏：炎達）
- 「タイガーマスクのテーマ」（作詞：秦野猛之）
- 「PIKA! PIKA!（積水ハウスCMソング）」（作詞：俣野温子）